# Rikuto Arai
Rikuto Arai (jap. 新井陸人 Arai Rikuto; ur. 9 stycznia 1998) – japoński zapaśnik walczący w stylu wolnym. Brązowy medalista mistrzostw Azji w 2022 i 2023 roku.